# Надаржинский, Тимофей Васильевич
Тимофей Васильевич Надаржинский — духовник Петра I и его жены Екатерины, родоначальник рода Надаржинских, владевших 5000 душ в селе Тростянец и его окрестностях. 

## Биография
Один из многочисленных малороссов, сделавших блистательную карьеру в Русской церкви начала XVIII века, Надаржинский служил сначала священником, а потом протоиереем в селе Тростянце Ахтырского уезда. Современники характеризуют его как «человека крепкого сложения» и «охотника до горячих напитков». 
Молва о достоинствах Надаржинского дошла до Петра I, который призвал его в 1703 г. в Москву. С этого времени он состоял в звании протоиерея придворного Благовещенского собора и государева духовника. Он неотлучно находился при императоре, сопровождая его во всех походах и путешествиях, включая европейский вояж 1717 года. 
В бытность Надаржинского в Париже герцог Ришельё пригласил его к себе на ужин и дал ему в собеседники одного субтильного аббата из хорошей фамилии, который после четвёртой бутылки повалился под стол, между тем как русский священник «смотрел на это падение с геройским презрением».
Государь очень ценил своего духовника и щедро его награждал. Между прочим, ему были пожалованы государев портрет для ношения на груди, усыпанный алмазами, берег Москвы-реки подле Каменного моста и имение Тростянец, где его сыновьями был выстроен Круглый двор.
После смерти своего покровителя Надаржинский оставался духовником императрицы Екатерины и только после её смерти в 1728 г. удалился в свой Тростянец. Семейное горе, смерть любимого сына, скоро заставило его поступить в Ахтырский Троицкий монастырь, где он принял схиму с именем Товия. Умер Надаржинский в 1729 году. Погребен в Троицкой церкви Ахтырского монастыря, построенной на его средства. Поэтическая эпитафия на его могиле занимает 230 строк и считается самой длинной в русской литературе.

## Судьба наследства
Карнович считал Надаржинского первым в русской истории богачом из среды белого духовенства. Единственная[уточнить] его внучка Александра Тимофеевна унаследовала 5000 душ родового имения. Когда ей минуло 13 лет, то законность её рождения стал оспаривать её двоюродный брат Кондратьев, рассчитывавший на то, что, устранив таким образом Надаржинскую, он сам получит полагавшееся ей наследство. Державин рассказывает, что в защиту малолетней выступил харьковский просветитель Каразин, надеясь в случае выигрыша предложить себя ей в женихи. В письме к Александру I он просил поручить рассмотрение дела «сговоренной его невесты» Надаржинской Лагарпу и Державину. Первого уже не было тогда в Петербурге, а второй поддержал законность рождения Надаржинской.
Невеста, однако, предпочла Каразину блестящего кавалергарда Алексея Корсакова. В 1832 году их дочь Софья Корсакова вышла замуж за князя Василия Голицына, который и унаследовал богатую тростянецкую усадьбу.